# Liste der Naturdenkmale in Cramberg
Die Liste der Naturdenkmale in Cramberg nennt die im Gemeindegebiet von Cramberg ausgewiesenen Naturdenkmale (Stand 20. Mai 2024).

## Ehemalige Naturdenkmale
| Nr. | Bezeichnung     | Lage                         | Beschreibung                                                  | Bild                                    |
| --- | --------------- | ---------------------------- | ------------------------------------------------------------- | --------------------------------------- |
|     | Hindenburgeiche | Hauptstraße, vor Nr. 52 Lage | Quercus sp., 1933 gepflanzt; Rechtsverordnung 2013 aufgehoben | Direkt Bild zu diesem Denkmal hochladen |